# 콩갯민숭이과
콩갯민숭이과(Onchidiidae)는 공기 호흡하는 작은 민달팽이 과이다. 조가비가 없는(5종은 제외) 해양 유폐류 복족류 연체동물이다. 콩갯민숭이상과(Onchidioidea)의 유일한 과이다.
이 연체동물은 아주 독특하여, 아가미를 가진 후새류는 확실히 아니며, 따라서 거의 대부분 바다 민달팽이이다. 그보다는 이 생물을 유폐류로 분류한다. 대부분의 다른 바다 달팽이와 바다 민달팽이보다는 공기 호흡하는 육상과 민물의 달팽이와 민달팽이와 더 밀접한 관련이 있다.
2005년 부쉐(Bouchet)와 로크루아(Rocroi)의 복족류 분류에 의하면, 하위 아과는 없다.
콩갯민숭이과에 모두 143종이 등록되어 있으나, 이들을 정확하게 식별할 수 있는 연체동물학자들이 부족하기 때문에 아직 상세한 개정이 이루어지지 못하고 있다.

## 형태
성체 콩갯민숭이류는 조가비가 없지만, 유생 단계에서는 조가비와 덮개딱지가 나타난다. 외투강이 없다고 할 수 있을 정도로 줄어들며, 아가미와 섬모 띠의 손실 그리고 외투강에서 흔히 발견되는 기타 특징들과 관련이 있다.
이 과의 민달팽이는 키틴질로 이루어진 연시(戀矢, love dart)를 만들어 사출한다.

## 유전적 특징
이 과 복족류의 하플로이드 염색체 수는 16개에서 20개 사이이다.

## 서식지
이 과의 대부분의 종은 해양, 그리고 바위로 된 해안가의 조간대(潮間帶, Intertidal Zone)에서 발견된다. 그러나 2종은 기수(汽水, 강어귀의 바닷물과 민물이 섞여서 염분이 적은 물)에서 그리고 3종은 육상에서 산다.
Onchidium typhae(인도)와 Labbella ajuthiae(이명: Elophilus ajuthiae)(타이)는 기수에서 사는 콩갯민숭이과의 단 2종이다. 이 종들은 민물에서도 살 수 있다. Oncis ponsonbyi(이명: Platevindex ponsonbyi)과 Semperoncis montana(이명: Platevindex apoikistes과 Semperella montana)는 육상에 사는 콩갯민숭이과의 단 2종이다. 이 종들은 보르네오섬과 필리핀 제도의 높은 고도의 우림에서 산다.

## 서식 습관
이 모든 민달팽이는 공기 호흡을 한다. 해양 종은 물이 빠지는 썰물 동안에 물 밖으로 나와 호흡을 하고 주변을 움직이며 먹이를 찾는다.

## 속
콩갯민숭이과에 포함되는 속은 아래와 같다.
- Buchanania Lesson, 1831
- Hoffmannola Strand, 1932
- Labbella Starobogatov, 1976
- Lessonina Starobogatov, 1976
- Onchidella Gray, 1850[7]
- Onchidina Semper, 1885
- Onchidium Buchanan, 1800 - 모식속
- Onchis Férussac, 1821
- Paraoncidium Labbé, 1934
- Paraperonia Labbé, 1934
- Peronia Fleming, 1822
- Peronina Plate, 1893
- Quoya Labbé, 1934
- Scaphis Labbé, 1934
- Semperoncis Starobogatov, 1976

이명 속
- Arctonchis  Dall, 1910 - 이명: Onchidella J. E. Gray, 1850
- Elophilus Labbé, 1935 - 이명: Labbella Starobogatov, 1970
- Eudrastus Gistel, 1848 - 이명: Peronia Fleming, 1822
- Occidentella Hoffmann, 1929 - 이명: Onchidella J. E. Gray, 1850
- Peroniella Starobogatov, 1976 - 이명: Onchidella J. E. Gray, 1850
- Platevindex Baker, 1938 - 이명: Oncis Plate, 1893
- Quoyella Starobogatov, 1976 - 이명: Quoya Labbé, 1934
- Semperella Labbé, 1934 - 이명: Semperoncis

## 추가 문헌
- Britton K. M. (1984). “The Onchidiacea (Gastropoda, Pulmonata) of Hong Kong with a worldwide review of the genera”. 《Journal of Molluscan Studies》 50 (3): 179–191. abstract.